# De Havilland DH.14 Okapi
de Havilland DH.14 Okapi là một loại máy bay ném bom ngày 2 chỗ của Anh, do hãng de Havilland chế tạo trong thập niên 1910.

## Biến thể
- DH.14
- DH.14A

## Quốc gia sử dụng
Anh Quốc
- Không quân Hoàng gia

## Tính năng kỹ chiến thuật (DH.14)
Dữ liệu lấy từ The British Bomber since 1914
Đặc điểm tổng quát
- Tổ lái: 2
- Chiều dài: 33 ft 11½ in (10,35 m)
- Sải cánh: 50 ft 5 in (15,37)
- Chiều cao: 14 ft 0 in (4,27 m)
- Diện tích cánh: 617 ft² (57,32 m²)
- Trọng lượng rỗng: 4.484 lb (2.034 kg)
- Trọng lượng cất cánh tối đa: 7.074 lb (3.209 kg)
- Động cơ: 1 × Rolls Royce Condor, 600 hp (447 kW)

 Hiệu suất bay 
- Vận tốc cực đại: 122 mph (196 km/h) trên độ cao 10.000 ft
- Vận tốc leo cao: 400 ft/phút () trên độ cao 10.000 ft
- Thời gian bay: 5 h

Trang bị vũ khí

- Súng: 

  - 1 × súng máy Vickers.303 in (7,7 mm)
  - 1 × súng máy Lewis.303 in (7,7 mm)
- Bom: 6 × quả bom 112 lb (51 kg)